# Бахчевник (рассказ)
«Бахчевник» ― рассказ русского советского писателя Михаила Александровича Шолохова, написанный в 1925 году. В основе сюжета произведения ― история размежевания в казацкой семье в годы революции и Гражданской войны.

## Публикации
Впервые рассказ «Бахчевник» опубликован в журнале «Комсомолия», № 1, апрель 1925 года. Входил рассказ в авторские сборники «Лазоревая степь» (1926) и «Лазоревая степь. Донские рассказы. 1923―1925» (1931).

## Сюжет
Когда его отца-казака назначают комендантом станичного военно-полевого суда, старший сын Фёдор переходит на службу к красным. В итоге семейный конфликт оборачивается трагедией. Отец убивает мать за то, что она носит хлеб пленным красноармейцам. Младший сын, Митька, вынужденный уйти из дома и наняться сторожем на станичные бахчи, у себя в шалаше скрывает бежавшего от расстрела старшего брата. Когда отец находит в шалаше Фёдора и набрасывается на него, Митька убивает отца топором.

## Место действия рассказа
Г. Я. Сивоволов, основываясь на топографических характеристиках повествования (стоявший на прогоне Кирюшкин ветряк, «блестевший лысиной» Песчаный курган, меловые яры и др.), считает местом действия рассказа станицу Каргинскую: «По тракту через Каргинскую на Северный фронт под Филонова шли обозы с вооружением, боеприпасами, обратно везли раненых казаков, возле правления станичного атамана сваливали их на площади». Именно в Каргинской, как пишет Г. Я. Сивоволов, в 1918 году были возрождены военно-полевой суд и конвойная команда.

## Критика
«Высоко ценным» признал рассказ В. Якерин из «Нового мира»:
...это яркий, вполне законченный драматический этюд, развивающий тему «отцов и детей».
Журнал «Книга и профсоюзы» уточнял:
Если Тургенев в своё время дал прекрасное полотнище разрыва отцов с детьми, то Шолохов в меньших размерах, но правдиво и художественно, нарисовал современный нам разрыв детей с отцами на практической историко-бытовой почве.
Анализируя реалистическую манеру Михаила Александровича Шолохова, И. Г. Лежнев писал применительно к таким рассказам, как «Бахчевник», «Коловерть», «Червоточина»:
Много пустопорожней и напыщенной декламации было о том, что в годы Гражданской войны брат пошёл на брата и сын восстал против отца. За громкими фразами, в которых звучал чуть ли не библейский пафос, терялось истинное представление о живых людях, о формах их борьбы. <...> Он [Ш.] рисует жизненные, правдивые картины безо всяких вымученных эффектов и завиральной фантастики, но реалистически изображённые им, страшные в своей обыденности сцены имеют силу неопровержимой убедительности. Читаешь и твёрдо веришь: да, так шла борьба, так умирали люди, так убийство переплеталось с обыденностью, само становилось буднями Гражданской войны....